# Provincie Rimini
Rimini (Provincia di Rimini) je provincie v oblasti Emilia-Romagna. Sousedí na jihu s provincií Pesaro e Urbino, na východě s Jaderským mořem, na severu s provincií Forlì-Cesena, na západě se státem San Marino a na západě s toskánskou provincií Arezzo.
Provincie vznikla v roce 1992 odtržením od provincie Forlì, která se po rozdělení přejmenovala na Forlì-Cesena.
V roce 2009 bylo do té doby velmi skrovné území (513 km²) rozšířeno o sedm obcí údolí Valmarecchia (Casteldelci, Maiolo, Novafeltria, Pennabilli, San Leo, Sant'Agata Feltria a Talamello) z provincie Pesaro e Urbino, které tak přešly z kraje Marky do kraje Emilia-Romagna.

## Města a obce
Přehled větších měst:
| Poř. | Obec                     | Obyvatel (2009) |
| ---- | ------------------------ | --------------- |
| 1    | Rimini                   | 141 505         |
| 2    | Riccione                 | 34 868          |
| 3    | Santarcangelo di Romagna | 20 664          |
| 4    | Bellaria-Igea Marina     | 18 319          |
| 5    | Cattolica                | 16 404          |
| 6    | Misano Adriatico         | 11 485          |

## Okolní provincie
| Růžice kompasu | Forlì-Cesena     |                 |  | Růžice kompasu |
| Růžice kompasu | Sever            |                 |  | Růžice kompasu |
| Růžice kompasu | Provincie Rimini |                 |  | Růžice kompasu |
| Růžice kompasu | Jih              |                 |  | Růžice kompasu |
| Růžice kompasu | Arezzo           | Pesaro e Urbino |  | Růžice kompasu |